# Hibla Menor

Mapa de algunas de las ciudades de Sicilia en la Antigüedad. Hibla Gereátide estaba ubicada en el este de la isla.

Hibla Menor es una antigua ciudad de Sicilia mencionada por Esteban de Bizancio como Hybla Mikra y por Pausanias como Hibla Gereátide. 
Tucídides la ubica entre Centóripa y Catana. Durante la expedición ateniense del 415 a. C. era aliada de los siracusanos y fue atacada por los atenienses, sin éxito.
No vuelve a aparecer hasta la segunda guerra púnica cuando el lugar es mencionado como una de las ciudades que se unió a los cartagineses y se sublevó contra los romanos en 211 a. C. pero el cónsul romano Marco Cornelio Cetego logró dominar las ciudades sublevadas.
Pausanias la menciona como perteneciente al territorio de Catana, ubica en tu territorio un templo de la diosa Hiblea, que era veneradas por los sículos y la distingue de Hibla Mayor.
Hay cierta confusión entre las ciudades que se llamaban Hibla. Esteban de Bizancio habla de sus habitantes llamándolos Hublaioi Galeotai Megareis con lo que parece referirse a la ciudad de Megara Hiblea pero Cicerón dice que los galeotae eran famosos por sus interpretaciones de los sueños, cualidad que Pausanias expresamente atribuye a los habitantes de Hibla Gereátide.
El lugar de Hibla Menor suele localizarse en el territorio de la actual Paternò; Tomaso Fazello, en el siglo XVI describió sus ruinas. Pero no está claro que correspondieran a la antigua ciudad y otra teoría las sitúa en la moderna Agosta, en el lugar llamado Melilli (nombre quizá derivado de miel).